# كتاب أويرا ليندا

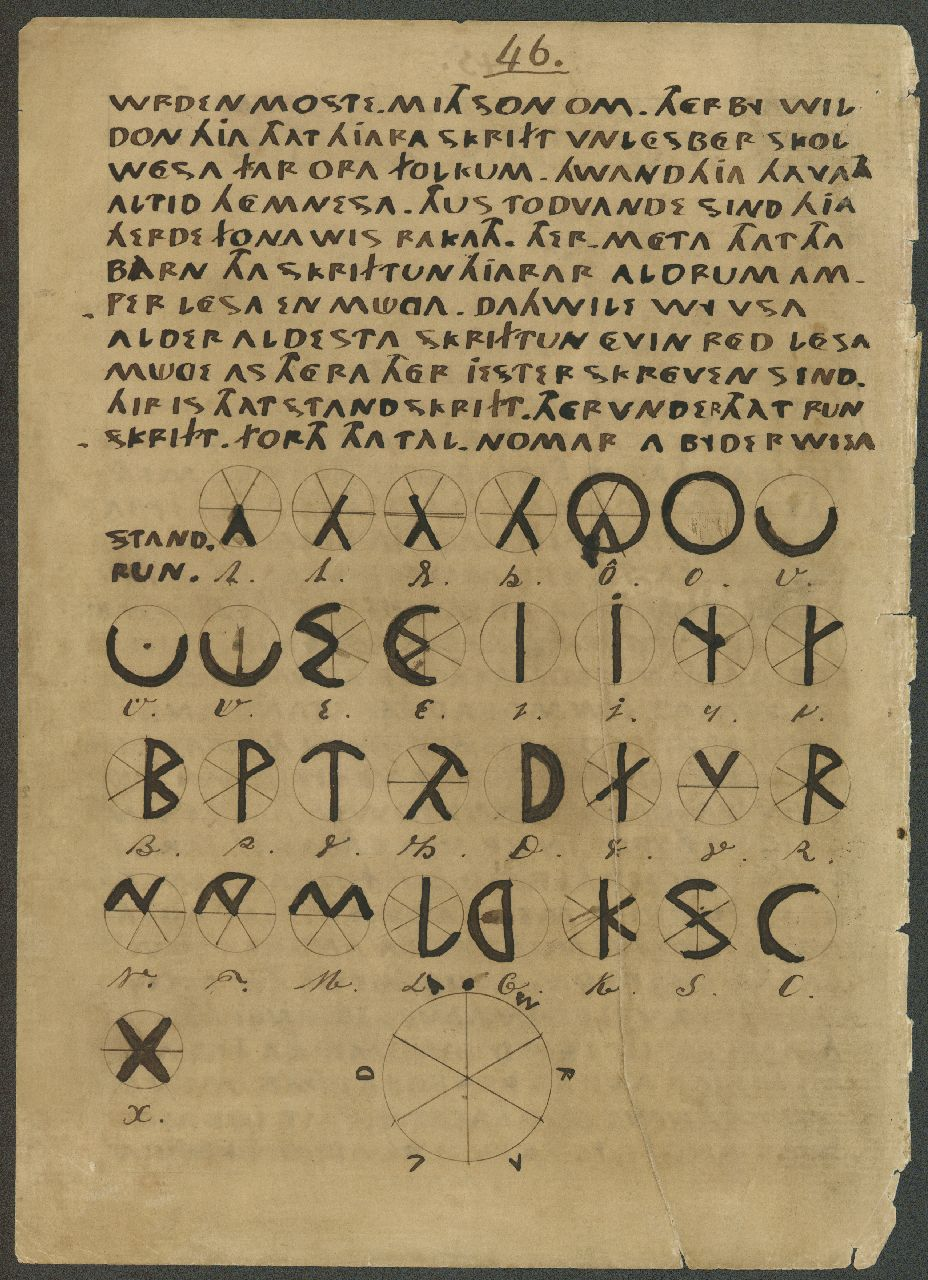
الصفحة 48 من مخطوطة أويرا ليندا.

كتاب أويرا ليندا هو مخطوطة مكتوبة في شكل من أشكال الفريزية القديمة، تهدف إلى تغطية المواضيع التاريخية والأسطورية والدينية في العصور القديمة النائية، من عام 2194 قبل الميلاد إلى عام 803 م. بين الأكاديميين في فقه اللغة الجرمانية، تعتبر الوثيقة خدعة أو تزوير.
ظهرت المخطوطة لأول مرة في الوعي العام في ستينيات القرن التاسع عشر. في عام 1872، نشر يان جيرهاردوس أوتيما ترجمة هولندية ودافع عنها باعتبارها حقيقية. على مدى السنوات القليلة التالية كان هناك جدل عام ساخن، ولكن بحلول عام 1879 كان من المقبول عالميا أن النص كان تكوينا حديثا. ومع ذلك، تم إحياء الجدل العام في سياق الغيبية النازية في الثلاثينيات، ولا يزال الكتاب يثار أحيانا في الباطنية وأدب أطلانطس. كاتب المخطوطة غير معروف على وجه اليقين، وبالتالي فمن غير المعروف ما إذا كانت النية كانت لإنتاج خدعة pseudepigraphical، محاكاة ساخرة أو مجرد ممارسة في الخيال الشعري.
نشر المؤرخ غوفي ينسما دراسة عن المخطوطة في عام 2004 بعنوان «إله الملثم»، بما في ذلك مناقشة تاريخ استقبالها وترجمة جديدة في عام 2006. ويخلص ينسما إلى أنه ربما كان المقصود منه أن يكون «خدعة لخداع بعض الفريزيين القوميين والمسيحيين الأرثوذكس»، فضلا عن «تمرين نموذجي تجريبي» من قبل اللاهوتي والشاعر الهولندي فرانسوا هافرشميت.

## تاريخ الاستقبال

### القرن التاسع عشر
وقد ظهرت كتاب أويرا ليندا، المعروف في الفريزية القديمة باسم كتاب ثيا أويرا ليندا، في عام 1867 عندما سلم كورنيليس أوفر دي ليندن (1811-1874) المخطوطة، التي ادعى أنها ورثتها عن جده، عبر عمته، إلى إيلكو فيرويجس (1830-1880)، أمين مكتبة مقاطعة فريزلاند، للترجمة والنشر. رفض فيرويجس المخطوطة، ولكن في عام 1872 نشر يان جيرهاردوس أوتيما (1804-1879)، وهو عضو بارز في الجمعية الفريزية للتاريخ والثقافة، ترجمة هولندية. يعتقد أوتيما أن يكون مكتوبا في الفريزية القديمة الأصيلة. ترجم ويليام ساندباخ الكتاب بعد ذلك إلى اللغة الإنجليزية في عام 1876، ونشرته شركة Trübner & Co، في لندن.
وفي غضون السنوات القليلة الأولى بعد ظهور كتاب أويرا ليندا، لم ينشأ أصله الأخير استنادا إلى الادعاءات الاستثنائية المقدمة فحسب، بل أيضا إلى عدد من المفارقات التاريخية التي تضمنها. ومع ذلك، كان النص مصدر إلهام لعدد من الغيبيين والمؤرخين المضاربين. في حين كان هناك بعض الجدل بين الأكاديميين الهولنديين وفي عدد من الصحف حول صحة الكتاب خلال سبعينيات القرن التاسع عشر، إلا أنه بحلول عام 1879 كان من المسلم به على نطاق واسع أنه مزور.

### ألمانيا النازية
وبعد أكثر من أربعين عاما، وابتداء من عام 1922، أحيا عالم اللغة الهولندي هيرمان ويرث هذه القضية. نشر ويرث ترجمة ألمانية لما أطلق عليه «الكتاب المقدس لبلدان الشمال الأوروبي» في عام 1933، باسم دي أورا ليندا كرونيك.
كانت حلقة نقاش حول كتاب ويرث في جامعة برلين في 4 مايو 1934 الدافع المباشر لتأسيس آهنيربي من قبل هيملر وويرث، جنبا إلى جنب مع ريتشارد والثر داريه. بسبب افتتان هيملر بكتاب أويرا ليندا وما ترتب عليه من ارتباط بالغيبية النازية، أصبح يعرف باسم «كتاب هيملر المقدس». لم يكن كتاب ويرث يحظى بأي حال من الأحوال بإشادة عالمية بين الأكاديميين الشماليين في الحقبة النازية، وكانت حلقة النقاش في عام 1934 غارقة في جدل ساخن. ألفريد روزنبرغ ودائرته رفضوا ذلك. وكان غوستاف نيكل قد أشاد بعمل ويرث قبل نشره، ولكن عند رؤية محتواه ينشر إعادة صعود مذعورة.
تحدث في الدفاع عن صحة الكتاب والثر ووست وأوتو هوث، إلى جانب ويرث نفسه. كارل هيرمان جاكوب فريسن (الذي حددها على أنها خدعة ساخرة من قبل ليندن) وآرثر هوبنر. كان هوبنر واحدا من أكثر الألمان احتراما في جيله، واستقر حكم الأويرا ليندا بأنه تزوير على هزيمة حزب ويرث. أدت الهزيمة العلنية للعلامة العلمية لهيملر «النوردية الباطنية» إلى تأسيس آهنيربي، الذي جذب الغيبيين مثل كارل ماريا ويليغوت وكان ينظر إليه بعين الشك من قبل المنظرين الاشتراكيين الوطنيين الرئيسيين في روزنبرغ.

### الباطنية الحديثة
شهد الكتاب انتعاشا في شعبيته في العالم الناطق باللغة الإنجليزية مع كتابات روبرت سكروتون. في أطلانطس الأخرى (1977) استنسخ النص الكامل لترجمة ساندباخ الإنجليزية عام 1876، وتخللتها تعليقاته الخاصة على التاريخ والأساطير. في أسرار فقدت أتلاند (1979) أصبح أول من ربط الكتاب مع مفهوم أسرار الأرض، وعلى وجه الخصوص، خطوط لي والطاقة تيلوريس. على سبيل المثال سكروتون، تميل روايات اللغة الإنجليزية لكتاب أويرا ليندا إلى وضعه ضمن العصر الجديد أو أنواع التاريخ البديلة، ولا تربطه بالاشتراكية القومية، كما هو الحال في ألمانيا.
شخصية أخرى لصياغة تقليد نيوباغان المعاصرة تتأثر كتاب أويرا ليندا كان توني ستيل، الذي اعتبر الكتاب للكشف عن الحقيقة الحقيقية حول الثقافة الضخمة الأوروبية القديمة. في ساحرات الماء (1998) درس استخدام الكتاب كعلامة هوية ثقافية من قبل شعب القناة المنحدر من الفريزية في ميدلاندز الإنجليزية. في طقوس وطقوس السحر التقليدي (2001) ربط بين الممارسات الدينية للكاهنات الموصوفة في الكتاب وتقاليد السحر في العصور الوسطى في وقت لاحق.

## التأليف
ومن بين أولئك الذين يشككون في صحة الكتاب، فإن المرشحين الأكثر شعبية لمؤلف المخطوطة هم كورنيليس أوفر دي ليندن أو إيلكو فيرويجس. الخيار الثالث الأخير هو الواعظ البروتستانتي فرانسوا هافرشميدت (1835-1894)، المعروف بكتابة الشعر تحت اسم مستعار هو بيت بالتجنز. عاش هافرشميدت في فريزلاند وكان أحد معارف فيرويجس.
جادل غوفي جنسما (2004) بأن هافرشميدت كان الكاتب الرئيسي للكتاب، بمساعدة أوفر دي ليندن وفيرويجس. وفقا لجنسمة، قصد هافرشميدت كتاب أويرا ليندا كم محاكاة ساخرة للكتاب المقدس المسيحي. مقال نشر في أواخر عام 2007 بقلم جنسما يقول إن المؤلفين الثلاثة للترجمة قصدوا أن «يكون خداعا مؤقتا لبعض الفريزيين القوميين والمسيحيين الأرثوذكس وممارسة نموذجية تجريبية في قراءة الكتاب المقدس بطريقة رمزية غير أصولية». تجاهل أدلة على أنه كان مزورًا، أوتيما أخذ الأمر على محمل الجد، وحقق شعبية للأسباب المذكورة أعلاه. شعر منشئوها بأنهم غير قادرين على الاعتراف بأنهم كتبوها، وأصبح الأساس لمعتقدات غامضة جديدة. ويختتم جنسما مقاله بالقول «من المفارقات المثالية أن كتابا كتب لكشف النقاب عن الكتاب المقدس ككتاب من صنع الإنسان كان ليصبح كتابا مقدسا في حد ذاته».

## المحتويات
المواضيع التي تمر عبر كتاب أويرا ليندا تشمل التنجيم والقومية والأمية والأساطير. ويزعم النص أن أوروبا وغيرها من الأراضي كانت، لجزء كبير من تاريخها، تحكمها سلسلة من الأمهات الشعبيات اللواتي يرأسن ترتيبا هرميا من الكاهنات العازبات المكرسات للإلهة فرايا، ابنة الإله الخالق جونيورثا، والدة الأرض. كما يزعم أن هذه الحضارة الفريزية كانت تمتلك أبجدية كانت سلف الأبجديتين اليونانية والفينيقية. يتم تجاهل التأريخ الحديث بشكل أساسي، خاصة في مجال التسلسل الزمني الأساسي للأحداث المعروفة في الماضي القريب والبعيد لأوروبا. الأدلة الجيولوجية والجغرافية التي كانت متاحة بسهولة حتى في وقت أوفر دي ليندن غائبة في الغالب عن المخطوطة.
الجزء الأول من كتاب أويرا ليندا، أي تكس فرايا، كان من المفترض أن تتألف في عام 2194 قبل الميلاد، في حين أن الجزء الأخير، رسالة هيدي أويرا ليندا، يعود تاريخها إلى 1256 م. ويتألف ما يقرب من نصف الكتاب بأكمله من كتاب أتباع أديلا، وهو النص الأصلي الذي نما حوله الباقي. ويزعم أنه تم تجميعها في القرن السادس قبل الميلاد من مزيج من الكتابات المعاصرة والنقوش القديمة. يحتوي القسمان الأخيران من كتاب أويرا ليندا على عدد من الثغرات وينقطع الكتاب نفسه في منتصف الجملة.
كما يصف الأرض المفقودة التي تسمى أتلاند (الاسم الذي أطلقه على أطلانطس الباحث أولوف رودبيك في القرن السابع عشر)، والتي يفترض أنها كانت مغمورة في عام 2194 قبل الميلاد - وهو نفس العام الذي أعطته التقويمات الهولندية والفريزية في القرن التاسع عشر، بعد التسلسل الزمني الكتابي التقليدي، لفيضان نوح.

### مقاطع
ينقسم كتاب أويرا ليندا إلى ستة أقسام، مقسمة إلى ما مجموعه 53 فصلا.
- رسائل
- كتاب أتباع أديلا
- كتابات أدلبروست وأبولونيا
- كتابات فريثوريك وويلجو
- كتابة كونريد
- شظايا